# 比伯埃伦
比伯埃伦是德国巴伐利亚州的一个市镇。总面积14.83平方公里，总人口937人，其中男性465人，女性472人（2011年12月31日），人口密度63人/平方公里。